# Mimipiscis
Mimipiscis es un género extinto de peces actinopterigios prehistóricos. Fue descrito por Choo en 2012.
Vivió en Australia.